# Michael Berresse
Michael Berresse (Holyoke, 15 agosto 1964) è un attore statunitense.

## Biografia
Ha iniziato la sua carriera cinematografica verso l'inizio del 2000 ed è apparso soprattutto in film d'azione o thriller come State of Play. Nel 2000 viene candidato al Tony Award al miglior attore non protagonista in un musical per Kiss Me Kate.

## Doppiatori italiani
Nelle versioni in italiano delle opere in cui ha recitato, Michael Berresse è stato doppiato da:
- Claudio Moneta in Law & Order: Criminal Intent
- Giuliano Bonetto in State of Play
- Edoardo Nordio in Person of Interest